# Джордж Лукас
Джордж Уолтън Лукас Младши (на английски: George Walton Lucas, Jr., фамилията на английски се изговаря по-близко до Люкас) е номиниран за награда Оскар американски филмов режисьор, продуцент и сценарист, известен с неговите епични филми – сагата Междузвездни войни и Индиана Джоунс – втория в сътрудничество с неговия приятел Стивън Спилбърг. Лукас е един от най-независимите и успешни режисьори и продуценти в американската филмова индустрия, с богатство, оценявано на общо 3.6 милиарда американски долара.

## За него
- Jones, Brian Jay. George Lucas: A Life.   New York City, Little, Brown and Company, 2016. ISBN 978-0316257442.
- Kaminski, Michael. The Secret History of Star Wars.   Legacy Books Press;, 2008. ISBN 978-0978465230.
- Rinzler, J.W. The Making of Star Wars: The Definitive Story Behind the Original Film.   LucasBooks, 2007. ISBN 978-0345494764.